# Artifices et techniques pyrotechniques Maurice
Pour les articles homonymes, voir Maurice.
A.T.P.M (Artifices et techniques pyrotechniques Maurice) est une société française de fabrications d'artifices de divertissement, basée à Hautefage-la-Tour.
Son unique usine se trouve à Frespech à quelques kilomètres du siège social.

## Historique
Créée en janvier 1996 à Hautefage-la-Tour (Lot-et-Garonne) par Philippe Maurice, la société prend un nouveau chemin à la suite du décès le 20 juin 1999 de son gérant et fondateur dans un accident de production.
Aidée par différents acteurs institutionnels et économiques de la pyrotechnie, A.T.P.M redémarre son activité grâce à l'implication de Corinne Maurice,, femme de Philippe Maurice, qui en reprend la gérance en cessant son métier d'institutrice.
Les employés de la société perpétuent également le savoir-faire.

## Organisation et activité
A.T.P.M se singularise de l'ensemble des fabricants français et étrangers d'artifices de divertissement car cette entreprise fait primer la maîtrise de toutes les étapes de fabrication de ses articles sur l'augmentation de chiffre d'affaires. Ainsi le nombre d'équivalent temps plein oscille d'année en année entre 3 et 5.
Réalisant l'essentiel de ses ventes en France, A.T.P.M ne possède pas de site Internet. Son activité résulte en partie du bouche-à-oreille qui résulte de la qualité de ses produits.
A.T.P.M réalise également quelques spectacles pyrotechniques locaux.
L'usine exploitée, la seule usine de fabrication d'artifice sur le territoire français, est classée « Seveso seuil haut », comme le sont aussi les dépôts les plus importants de ses principaux concurrents importateurs d'artifices fabriqués à l'étranger.